# Treinadores do Fortaleza Esporte Clube
Esta é uma lista dos técnicos de futebol que já treinaram a equipe principal do Fortaleza Esporte Clube.

## Treinadores do Fortaleza (2000-Atualmente)
| Temporada   | Treinador           | Jogos | Vitórias | Empates | Derrotas | Aproveitamento | Refs        |
| ----------- | ------------------- | ----- | -------- | ------- | -------- | -------------- | ----------- |
| 2000        | Flávio Araújo       | 11    | 8        | 1       | 2        | 75,7%          | [ 1 ]       |
| 2000 - 2001 | Ferdinando Teixeira | 85    | 51       | 23      | 11       | 69%            |             |
| 2001        | Luiz Antônio Zaluar | 11    | 7        | 2       | 2        | 69,6%          |             |
| 2001        | Luiz Carlos Martins | 10    | 3        | 2       | 5        | 36,6           |             |
| 2001        | Aderbal Lana        | 8     | 3        | 2       | 3        | 45,8%          |             |
| 2001 - 2002 | Ferdinando Teixeira | 36    | 17       | 10      | 9        | 56,4%          |             |
| 2002        | José Carlos Amaral  | 14    | 7        | 4       | 3        | 59,5%          |             |
| 2002 - 2003 | Luiz Carlos Cruz    | 60    | 37       | 13      | 10       | 68,8%          |             |
| 2003        | Ferdinando Teixeira | 12    | 3        | 2       | 7        | 30,5%          |             |
| 2003        | Luiz Carlos Cruz    | 13    | 4        | 2       | 7        | 35,8%          |             |
| 2003        | Márcio Araújo       | 20    | 5        | 8       | 7        | 38,3%          |             |
| 2004        | Givanildo Oliveira  | 31    | 16       | 11      | 4        | 63,4%          |             |
| 2004        | Hélio dos Anjos     | 19    | 9        | 7       | 3        | 59,6%          |             |
| 2004        | Mauro Fernandes     | 4     | 1        |         | 3        | 8,3%           |             |
| 2004        | Zetti               | 13    | 5        | 4       | 4        | 48,7%          |             |
| 2005        | Dorival Júnior      | 25    | 13       | 8       | 4        | 62,6%          | [ 2 ]       |
| 2005        | Vagner Benazzi      | 13    | 5        | 3       | 5        | 46,1%          |             |
| 2005        | Hélio dos Anjos     | 23    | 10       | 2       | 11       | 46,3%          |             |
| 2005        | Valdir Espinoza     | 10    | 4        | 2       | 4        | 46,6%          |             |
| 2006        | Jair Pereira        | 4     | 2        | 1       | 1        | 58,3%          |             |
| 2006        | Jair Picerni        | 20    | 10       | 7       | 3        | 61,6%          |             |
| 2006        | Marcio Bittencourt  | 9     | 2        | 4       | 3        | 37%            |             |
| 2006        | Hélio dos Anjos     | 12    | 2        | 6       | 4        | 33,3%          |             |
| 2006        | Roberval Davino     | 13    | 2        | 3       | 8        | 23%            |             |
| 2006 - 2007 | Daniel Frasson      | 14    | 10       | 1       | 2        | 73,8%          |             |
| 2007        | Paulo Bonamigo      | 15    | 9        | 3       | 3        | 66,6%          |             |
| 2007        | Marco Aurélio       | 8     | 3        |         | 5        | 37,5%          |             |
| 2007        | Amauri Knevitz      | 3     |          | 2       | 1        | 22,2%          |             |
| 2007        | Zetti               | 21    | 9        | 3       | 9        | 47,6%          |             |
| 2007 - 2008 | Silas               | 16    | 7        | 6       | 3        | 56,2%          |             |
| 2008        | Heriberto da Cunha  | 24    | 12       | 7       | 5        | 59,7%          |             |
| 2008        | Barbieri            | 5     |          | 1       | 4        | 6,6%           |             |
| 2008        | Heriberto da Cunha  | 20    | 7        | 5       | 8        | 43,3%          |             |
| 2009        | Casemiro Mior       | 12    | 4        | 5       | 3        | 58,3%          |             |
| 2009        | Mirandinha          | 23    | 12       | 5       | 6        | 59,4%          |             |
| 2009        | Giba                | 14    | 5        | 4       | 5        | 45,2%          |             |
| 2009        | Márcio Fernandes    | 7     | 1        | 1       | 5        | 19%            |             |
| 2009        | Roberto Fernandes   | 13    | 4        | 3       | 6        | 38,4%          |             |
| 2010        | Luiz Muller         | 26    | 13       | 5       | 8        | 56,4%          |             |
| 2010        | Zé Teodoro          | 25    | 7        | 9       | 9        | 40%            |             |
| 2011        | Flávio Araújo       | 23    | 13       | 3       | 7        | 60,8%          | [ 1 ]       |
| 2011        | Ferdinando Teixeira | 6     | 1        |         | 5        | 5,5%           |             |
| 2011        | Arthur Bernardes    | 7     | 2        | 3       | 2        | 42,8%          |             |
| 2011        | Júlio Araújo        | 2     | 1        |         | 1        | 50%            |             |
| 2012        | Nêdo Xavier         | 33    | 21       | 6       | 6        | 69,6%          |             |
| 2012 - 2013 | Vica                | 28    | 16       | 8       | 4        | 66,6%          |             |
| 2013        | Hélio dos Anjos     | 29    | 12       | 7       | 10       | 49,4%          |             |
| 2013        | Luiz Carlos Martins | 11    | 4        | 4       | 3        | 48,4%          |             |
| 2013 - 2014 | Marcelo Chamusca    | 50    | 28       | 19      | 3        | 68,6%          | [ 3 ]       |
| 2015        | Nêdo Xavier         | 14    | 6        | 6       | 2        | 57,1%          |             |
| 2015        | Marcelo Chamusca    | 36    | 21       | 9       | 6        | 66,6%          | [ 4 ]       |
| 2016        | Flávio Araújo       | 14    | 9        | 2       | 3        | 69%            | [ 5 ]       |
| 2016        | Marquinhos Santos   | 37    | 19       | 10      | 8        | 60,3%          |             |
| 2016 - 2017 | Hemerson Maria      | 11    | 4        | 2       | 5        | 42,4%          |             |
| 2017        | Marquinhos Santos   | 11    | 3        | 5       | 3        | 42,4%          |             |
| 2017        | Paulo Bonamigo      | 15    | 6        | 5       | 4        | 51,1%          |             |
| 2017        | Antônio Carlos Zago | 9     | 3        | 3       | 3        | 44,4%          | [ 6 ]       |
| 2018 - 2019 | Rogério Ceni        | 93    | 51       | 18      | 24       | 60,3%          |             |
| 2019        | Zé Ricardo          | 7     | 1        | 2       | 4        | 23,8%          |             |
| 2019 - 2020 | Rogério Ceni        | 58    | 30       | 15      | 13       | 60,34%         |             |
| 2020 - 2021 | Marcelo Chamusca    | 9     | 1        | 4       | 4        | 25,93%         | [ 7 ]       |
| 2021        | Enderson Moreira    | 20    | 11       | 3       | 6        | 60%            |             |
| 2021-2025   | Juan Pablo Vojvoda  | 310   | 145      | 77      | 88       | 55%            | [ 8 ] [ 9 ] |

- Contabilizado apenas jogos oficiais.
- O treinador Rogério Ceni cumpriu suspensão no jogo São Bento 2x1 Fortaleza, válido pela série B de 2018, sendo substituído pelo auxiliar Charles Hembert (registrado em súmula).
- O treinador Rogério Ceni cumpriu suspensão no jogo Fortaleza 1x2 Flamengo, válido pela série A de 2019, sendo substituído pelo auxiliar Charles Hembert (registrado em súmula).

Treinadores Interinos
| Temporada           | Interino                     | Jogos |
| ------------------- | ---------------------------- | ----- |
| 2002                | Pedro Basilio                | 2     |
| 2005/2006           | Toninho Cecílio              | 5     |
| 2007/2008/2015/2016 | Jorge Veras                  | 17    |
| 2008                | Alexandre Irineu             | 1     |
| 2009                | Vladimir de Jesus            | 5     |
| 2010                | Juarez Sobreiro              | 5     |
| 2011                | Marcio Rocha                 | 1     |
| 2013                | Celso Gavião                 | 1     |
| 2013                | Guilherme dos Anjos          | 1     |
| 2015                | José Carlos Bezerra          | 1     |
| 2015                | Caé Cunha                    | 1     |
| 2017                | Frasson (CFL)                | 10    |
| 2018/2019           | Charles Hembert              | 2     |
| 2018                | Marconne Montenegro (CFL/BR) | 8     |
| 2021                | Léo Porto                    | 1     |

- CFL (Copa Fares Lopes)

## Treinadores Por Número de Jogos
| Treinador           | Jogos | Passagem               | Títulos                                                                                           | Refs                      |
| ------------------- | ----- | ---------------------- | ------------------------------------------------------------------------------------------------- | ------------------------- |
| Juan Pablo Vojvoda  | 310   | 2021-2025              | - Copa do Nordeste: 2022 e 2024 - Campeonato cearense: 2021, 2022 e 2023                          | [ 10 ] [ 8 ] [ 11 ] [ 2 ] |
| Moésio Gomes        | 229   | Anos 1960, 1970 e 1980 |                                                                                                   | [ 10 ]                    |
| Rogério Ceni        | 153   | 2018-2019 e 2019-2020  | - Campeão Brasileiro da Série B: 2018 - Copa do Nordeste: 2019 - Campeonato cearense: 2019 e 2020 | [ 10 ]                    |
| Caiçara             | 149   |                        | - Campeonato cearense: 1969 e 1973                                                                | [ 11 ]                    |
| Ferdinando Teixeira | 139   |                        | - Campeonato cearense: 2000                                                                       | [ 11 ]                    |
| Marcelo Chamusca    | 86    | 2013 - 2014 e 2015     | - Campeonato cearense: 2015                                                                       | [ 3 ] [ 4 ]               |
| Hélio dos Anjos     | 83    |                        |                                                                                                   |                           |
| Luiz Carlos Cruz    | 73    |                        | - Campeonato cearense: 2003                                                                       |                           |
| Marquinhos Santos   | 48    |                        | - Campeonato cearense: 2016                                                                       | [ 12 ]                    |
| Flávio Araújo       | 48    | 2000/2011/2016         |                                                                                                   | [ 1 ] [ 5 ]               |
| Nêdo Xavier         | 47    |                        |                                                                                                   |                           |
| Heriberto da Cunha  | 44    |                        | - Campeonato cearense: 2008                                                                       |                           |
| Zetti               | 34    |                        |                                                                                                   |                           |
| Givanildo Oliveira  | 31    |                        | - Campeonato cearense: 2004                                                                       |                           |
| Paulo Bonamigo      | 30    |                        | - Campeonato cearense: 2007                                                                       |                           |
| Vica                | 28    |                        |                                                                                                   |                           |
| Luis Muller         | 26    |                        |                                                                                                   |                           |
| Zé Teodoro          | 25    |                        | - Campeonato cearense: 2010                                                                       |                           |
| Dorival Júnior      | 25    | 2005                   |                                                                                                   | [ 2 ]                     |
| Daniel Frasson      | 24    |                        |                                                                                                   |                           |
| Mirandinha          | 23    |                        |                                                                                                   |                           |
| Luiz Carlos Martins | 21    |                        |                                                                                                   |                           |
| Enderson Moreira    | 20    |                        |                                                                                                   |                           |
| Jair Picerni        | 20    |                        |                                                                                                   |                           |
| Marcio Araújo       | 20    |                        |                                                                                                   |                           |
| Silas               | 16    |                        |                                                                                                   |                           |
| Giba                | 14    |                        |                                                                                                   |                           |
| José Carlos Amaral  | 14    |                        |                                                                                                   |                           |
| Vagner Benazzi      | 13    |                        | - Campeonato cearense: 2005                                                                       |                           |
| Roberval Davino     | 13    |                        |                                                                                                   |                           |
| Roberto Fernandes   | 13    |                        |                                                                                                   |                           |
| Casemiro Mior       | 12    |                        |                                                                                                   |                           |
| Luis Antônio Zaluar | 11    |                        | - Campeonato cearense: 2001                                                                       |                           |
| Hemerson Maria      | 11    |                        |                                                                                                   |                           |

Campanhas de Destaque
| Temporada | Treinador           | Campanha                                        |
| --------- | ------------------- | ----------------------------------------------- |
| 2002      | Luiz Carlos Cruz    | Acesso a Série A                                |
| 2004      | Zetti               | Acesso a Série A                                |
| 2017      | Antônio Carlos Zago | Acesso a Série B                                |
| 2018      | Rogério Ceni        | Campeão da Série B                              |
| 2019      | Rogério Ceni        | Campeão da Copa do Nordeste (Primeiro título)   |
| 2019      | Rogério Ceni        | Classificação para Copa Sulamericana            |
| 2021      | Juan Pablo Vojvoda  | Classificação para Copa Libertadores da América |
| 2021      | Juan Pablo Vojvoda  | Semifinais Copa do Brasil                       |
| 2021      | Juan Pablo Vojvoda  | G-4 no Brasileirão                              |
| 2022      | Juan Pablo Vojvoda  | G-8 no Brasileirão                              |
| 2022      | Juan Pablo Vojvoda  | Classificação para Copa Libertadores da América |
| 2023      | Juan Pablo Vojvoda  | Vice-campeão da Copa Sulamericana               |

## Treinadores
| Treinador           |
| ------------------- |
| Amauri Knevitz      |
| Antônio Carlos Zago |
| Arthur Bernardes    |
| Barbieri            |
| Caiçara             |
| Casemiro Mior       |
| César Morais        |
| Daniel Frasson      |
| Dorival Júnior      |
| Ferdinando Teixeira |
| Flávio Araújo       |
| Geninho             |
| Gil                 |
| Giba                |
| Givanildo Oliveira  |
| Hélio dos Anjos     |
| Hemerson Maria      |
| Heriberto da Cunha  |
| Jair Pereira        |
| Jair Picerni        |

| Treinador           |
| ------------------- |
| Juan Pablo Vojvoda  |
| Luís Antônio Zaluar |
| Luís Carlos Martins |
| Luís Müller         |
| Marcelo Chamusca    |
| Marcelo Vilar       |
| Márcio Araújo       |
| Márcio Bittencourt  |
| Márcio Fernandes    |
| Marco Aurélio       |
| Marquinhos Santos   |
| Mauro Fernandes     |
| Mirandinha          |
| Moésio Gomes        |
| Nedo Xavier         |
| Newton Albuquerque  |
| Orlando Bianchini   |
| Paulo Bonamigo      |
| Paulo Emílio        |
| Pepe                |

| Treinador         |
| ----------------- |
| Roberto Fernandes |
| Roberval Davino   |
| Rogério Ceni      |
| Silas             |
| Toninho Cecílio   |
| Valdir Espinosa   |
| Vica              |
| Vágner Benazzi    |
| Zé Ricardo        |
| Zé Teodoro        |
| Zetti             |